# Ljubija
Ljubija (en cirílico: Љубија) es una aldea de la municipalidad de Prijedor, Republika Srpska, Bosnia y Herzegovina.

## Población
| Composición de la Población - Localidad de Ljubija | Composición de la Población - Localidad de Ljubija | Composición de la Población - Localidad de Ljubija | Composición de la Población - Localidad de Ljubija | Composición de la Población - Localidad de Ljubija | Composición de la Población - Localidad de Ljubija |
| -------------------------------------------------- | -------------------------------------------------- | -------------------------------------------------- | -------------------------------------------------- | -------------------------------------------------- | -------------------------------------------------- |
|                                                    | 2013                                               | 1991                                               | 1981                                               | 1971                                               | 1961                                               |
| Total                                              | 2.150                                              | 3 945 (100,0%)                                     | 4 325 (100,0%)                                     | 4 674 (100,0%)                                     | 4 218 (100,0%)                                     |
| Varones                                            | 1.072                                              | -                                                  | -                                                  | -                                                  | -                                                  |
| Mujeres                                            | 1.080                                              | -                                                  | -                                                  | -                                                  | -                                                  |
| Bosniacos                                          | 1.010                                              | 2.123 (53,81%)                                     | 2.209 (51,08%)                                     | 2.585 (55,31%)                                     | 1.574 (37,32%)                                     |
| Serbios                                            | 875                                                | 465 (11,79%)                                       | 639 (14,77%)                                       | 1.088 (23,28%)                                     | 1.266 (30,01%)                                     |
| Croatas                                            | 145                                                | 675 (17,11%)                                       | 622 (14,38%)                                       | 757 (16,20%)                                       | 599 (14,20%)                                       |
| Bosnios                                            | 5                                                  | -                                                  | -                                                  | -                                                  | -                                                  |
| Gitanos                                            | 6                                                  | -                                                  | -                                                  | -                                                  | -                                                  |
| Musulmanes                                         | 19                                                 | -                                                  | -                                                  | -                                                  | -                                                  |
| Bosnio y Herzegovinos                              | 2                                                  | -                                                  | -                                                  | -                                                  | -                                                  |
| Albaneses                                          | -                                                  | -                                                  | 10 (0,231%)                                        | 2 (0,043%)                                         | 5 (0,119%)                                         |
| Yugoslavos                                         | 10                                                 | 595 (15,08%)                                       | 776 (17,94%)                                       | 162 (3,47%)                                        | 693 (16,43%)                                       |
| Ukranianos                                         | 1                                                  | -                                                  | -                                                  | -                                                  | -                                                  |
| Montenegrinos                                      | 1                                                  | -                                                  | 11 (0,254%)                                        | 8 (0,171%)                                         | 23 (0,545%)                                        |
| Eslovenos                                          | -                                                  | -                                                  | 11 (0,254%)                                        | 25 (0,535%)                                        | 36 (0,853%)                                        |
| Ortodoxos                                          | 2                                                  | -                                                  | -                                                  | -                                                  | -                                                  |
| Macedonios                                         | 1                                                  | -                                                  | 5 (0,116%)                                         | 6 (0,128%)                                         | 5 (0,119%)                                         |
| Húngaros                                           | -                                                  | -                                                  | -                                                  | 3 (0,064%)                                         | 4 (0,095%)                                         |
| Otros                                              | 11                                                 | 87 (2,205%)                                        | 42 (0,971%)                                        | 38 (0,813%)                                        | 13 (0,308%)                                        |
| Sin declarar                                       | 60                                                 | -                                                  | -                                                  | -                                                  | -                                                  |
| Desconocidos                                       | 2                                                  | -                                                  | -                                                  | -                                                  | -                                                  |

## Asesinatos durante la Guerra de Bosnia
Según el Tribunal Penal Internacional para la ex Yugoslavia durante el juicio que declaró culpable a Ratko Mladić del crimen de genocidio entre otros, consideró probado que alrededor del 25 de julio de 1992 las siguientes personas mataron a 15 hombres detenidos en el estadio de fútbol de Ljubija: soldados y policías, incluido un oficial de policía militar del Ejército de la Republika Srpska (VRS) y un oficial de policía del Ministerio del Interior conocido como "Stiven". Algunos de ellos fueron asesinados a tiros y otros murieron como resultado de palizas. Con respecto a la etnicidad, los detenidos eran predominantemente bosniomusulmanes y bosniocroatas. Los detenidos llevaban ropa de civil. Durante las palizas, los detenidos se vieron obligados a cantar canciones sobre "Gran Serbia". Un detenido, que les dijo a los guardias que su madre era serbia, fue separado del grupo, llevado al vestuario y sobrevivió.
El Tribunal agregó que entre el 24 de mayo y julio de 1992, el VRS, actuando conjuntamente con la policía y las fuerzas paramilitares, atacó las aldeas predominantemente bosnio-musulmanas y bosnio-croatas de Kozarac y Ljubija y sus alrededores, incluidos Hrnići, Jakupovići y Koncari. El ataque comenzó con fuertes bombardeos seguidos de la llegada de infantería a las aldeas. Las aldeas y los barrios musulmanes fueron bombardeados indiscriminadamente, lo que resultó en una gran destrucción de casas en particular. Después del bombardeo, soldados armados entraron en Kozarac y Ljubija y incendiaron casas. Las aldeas predominantemente serbias, como Rajkovic y Podgrad, no estaban protegidas en absoluto o solo accidentalmente. Durante el ataque a Ljubija en julio de 1992, muchas casas musulmanas fueron dañadas y la iglesia y la mezquita fueron incendiadas. A fines del verano de 1992, el área de Kozarac estaba desolada y los edificios que sobrevivieron al ataque fueron destruidos y destruidos.